# Internationales Songfestival von Viña del Mar
Das Festival Internacional de la Canción de Viña del Mar (übersetzt „Internationales Songfestival von Viña del Mar“) ist ein großer Musikwettbewerb in der chilenischen Stadt Viña del Mar. Die erste Version der Veranstaltung fand 1960 statt und wird jährlich Ende Februar regelmäßig für sechs Tage gefeiert. Es ist anerkannt als eines der wichtigsten Musikfestivals in Lateinamerika und auf dem gesamten amerikanischen Kontinent.
Seit 1963 wurde das Festival im Fernsehen ausgestrahlt und im Jahr 1968 begann die erste internationale Version.
Der Wettbewerb wird in zwei Kategorien unterteilt: Internationales Lied und Volkslied.

## Veranstaltungsort

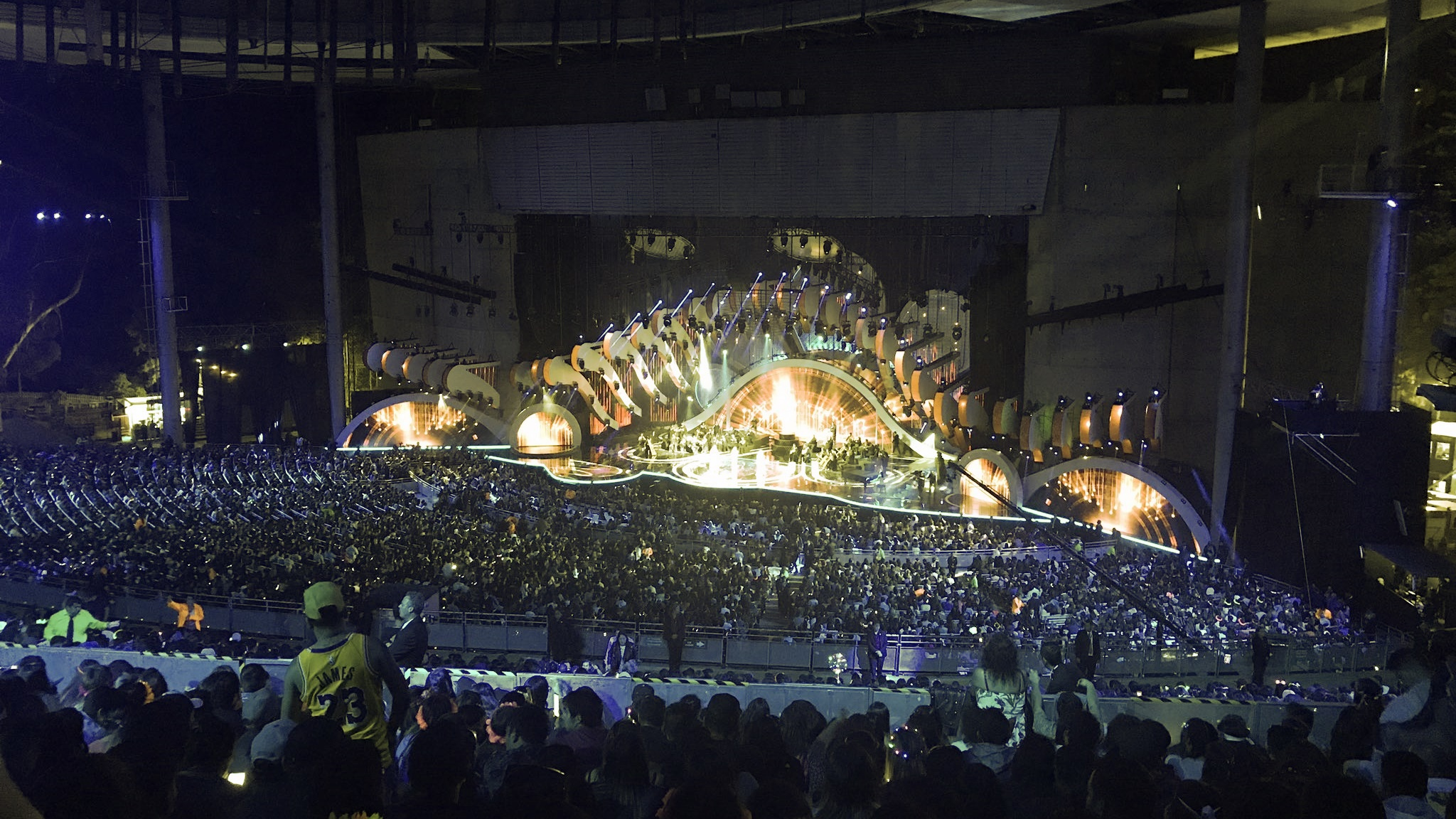
Amphitheaterbühne im Jahr 2019

Das Musikfestival wird seit seinen Anfängen in der Quinta Vergara ausgerichtet, einem Anwesen, das einst im Besitz der wohlhabenden Familie Vergara war. Ursprünglich fand das Festival auf einer provisorischen Bühne neben dem Vergara-Palast statt. Zwischen 1964 und 1967 wurde auf dem Gelände des Parks ein Amphitheater errichtet, das bis zum Jahr 2001 in der Form einer „akustischen Hülle“ bestand und eine Anspielung auf die maritime Landschaft der Stadt darstellte.

## Preise

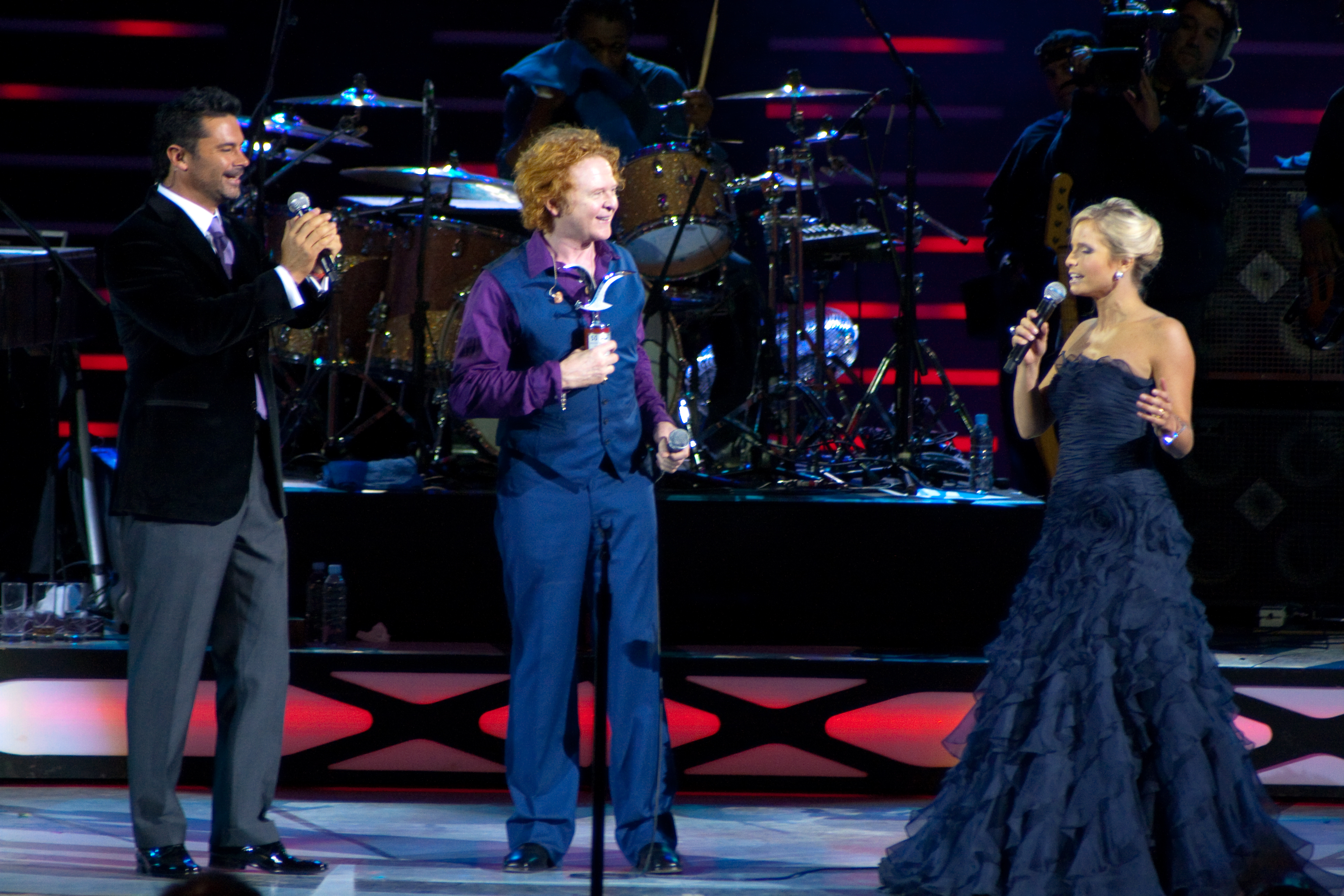
Die Band Simply Red erhält die silberne Möwe von den Animatoren des Festivals, Felipe Camiroaga und Soledad Onetto (2009)

Das Publikum der Veranstaltung wird im Volksmund „das Monster“ genannt, da es jede Präsentation mit Applaus und Buhrufen bewertet. Davon hängt auch die Vergabe der Festivalpreise ab: Die silbernen und goldenen Fackeln, dann die silbernen und goldenen Möwen, in dieser Reihenfolge. Die Künstler mit dem größten Publikumserfolg erhalten die vier Auszeichnungen. In bestimmten Jahren entscheiden die Veranstalter, lediglich die Silberne Möwe zu verleihen, während die Goldene Möwe einen herausragenden Sonderpreis darstellt.

## Gewinnern des internationalen Wettbewerbs
| Version | Version | Land                           | Titel                                  | Komponist                                                                                | Interpret                      |
| ------- | ------- | ------------------------------ | -------------------------------------- | ---------------------------------------------------------------------------------------- | ------------------------------ |
| I       | 1960    | Chile                          | Viña del Mar                           | José Goles und Manuel Lira                                                               | Mario del Monte                |
| II      | 1961    | Chile                          | Sin tu amor                            | Óscar Olivares und Gilberto Ávila                                                        | Los Cuatro Duendes             |
| III     | 1962    | Chile                          | Dime por qué                           | María Pilar Larraín                                                                      | Los Cuatro Duendes             |
| IV      | 1963    | Chile                          | Sólo una mirada                        | Juan Vásquez                                                                             | Marco Aurelio                  |
| V       | 1964    | Chile                          | Está de más                            | Ricardo Jara                                                                             | Ginette Acevedo                |
| VI      | 1965    | Chile                          | Como una ola                           | María Angélica Ramírez                                                                   | Cecilia                        |
| VII     | 1966    | Chile                          | Por creer en ti                        | Marco Aurelio und Jaime Atria                                                            | Isabel Adams                   |
| VIII    | 1967    | Chile                          | Cuando rompa el alba                   | Willy Bascuñán                                                                           | Fresia Soto                    |
| IX      | 1968    | Spanien                        | Palabras                               | Jorge Domingo, Enrique Carnicer und Carmen Fons                                          | Luz Eliana                     |
| X       | 1969    | Chile                          | Mira, mira                             | Scottie Scott                                                                            | Gloria Simonetti               |
| XI      | 1970    | Chile                          | Canción a Magdalena                    | Julio Zegers                                                                             | Julio Zegers                   |
| XII     | 1971    | Auszeichnung nicht zugewiesen. | Auszeichnung nicht zugewiesen.         | Auszeichnung nicht zugewiesen.                                                           | Auszeichnung nicht zugewiesen. |
| XIII    | 1972    | Niederlande                    | Julie                                  | Julio Bernardo Euson                                                                     | Julio Bernardo Euson           |
| XIV     | 1973    | Chile                          | Los pasajeros                          | Julio Zegers                                                                             | Julio Zegers                   |
| XV      | 1974    | Italien                        | Immagina                               | Giancarlo de Bellis                                                                      | Annarita Spinaci               |
| XVI     | 1975    | Griechenland                   | Love Song                              | H. Ballin, N. Ellineos und Kostas Karagiannopoulos                                       | Elpida                         |
| XVII    | 1976    | Chile                          | Una noche de amor                      | Carlos Baeza                                                                             | Roberto Viking Valdés          |
| XVIII   | 1977    | Israel                         | Canción de amor                        | Boaz Sharabi                                                                             | Nava Baruchin                  |
| XIX     | 1978    | Chile                          | El tiempo en las bastillas             | Fernando Ubiergo                                                                         | Fernando Ubiergo               |
| XX      | 1979    | Spanien                        | A tu regreso a casa                    | Braulio Antonio García Bautista                                                          | Braulio                        |
| XXI     | 1980    | Spanien                        | Dudando, dudando                       | Julio Seijas und Augusto Algueró                                                         | Juan Sebastián                 |
| XXII    | 1981    | Deutschland                    | Esperando                              | Karl-Heinz Merkel und Cherry Lane                                                        | Cherry Lane                    |
| XXIII   | 1982    | Chile                          | Ausencia                               | Juan Carlos Duque                                                                        | Juan Carlos Duque              |
| XXIV    | 1983    | Uruguay                        | Alma, corazón y pan                    | Gervasio                                                                                 | Gervasio                       |
| XXV     | 1984    | Chile                          | Se te olvida                           | Héctor Penrós Bañas                                                                      | Cristóbal                      |
| XXVI    | 1985    | Australien                     | Ya no puedo más                        | K. C. Porter, Chris Turner und Lorenzo Toppano                                           | Lorenzo Toppano                |
| XXVII   | 1986    | Dominikanische Republik        | Para quererte                          | José Antonio Rodríguez und Manuel Tejeda                                                 | Maridalia Hernández            |
| XXVIII  | 1987    | Italien                        | Bésame (Kiss me)                       | Antonio ed Annamaria de Salvatore                                                        | Desà                           |
| XXIX    | 1988    | Italien                        | Senza te                               | Maurizio Piccoli und Gino Mescoli                                                        | Marco Del Freo                 |
| XXX     | 1989    | Kolumbien                      | Te propongo                            | Fernando Garavito                                                                        | Edna Rocío                     |
| XXXI    | 1990    | Italien                        | Non devi abbandonarmi mai              | Angela Tarenzzi                                                                          | Piero Cotto                    |
| XXXII   | 1991    | Chile                          | Tira la primera piedra                 | Edgardo Riquelme und Sergio Bravo                                                        | Javiera Parra und Pedro Foncea |
| XXXIII  | 1992    | Chile                          | Parece tan sencillo                    | Juan Carlos Duque                                                                        | Fernando Casas                 |
| XXXIV   | 1993    | Italien                        | In questo mondo                        | Giuseppe Garibo                                                                          | Claudio Cirimele               |
| XXXV    | 1994    | Argentinien                    | Como ayer                              | Claudia Brant und Daniel Tarrab                                                          | Claudia Brant                  |
| XXXVI   | 1995    | Chile                          | Si tú te vas                           | Cristián Fissore und René Calderón                                                       | Jossé                          |
| XXXVII  | 1996    | Italien                        | Aria, Ariò                             | M. Botoni, C. Isgro, Paolo Meneguzzi und Dino Melotti                                    | Paolo Meneguzzi                |
| XXXVIII | 1997    | Argentinien                    | Para vivir un dulce amor               | Víctor Heredia und Carlos Nilson                                                         | Carlos Elías                   |
| XXXIX   | 1998    | Chile                          | Soy tal cual soy                       | Álvaro Scaramelli                                                                        | Álvaro Scaramelli              |
| XL      | 1999    | Kolumbien                      | El aguacero                            | Alejandro Gómez Cáceres                                                                  | Carolina Sabino                |
| XLI     | 2000    | Frankreich                     | Let Me Try Again (Laisse-moi le Temps) | Paul Anka e Sammy Cahn (Michel Jourdan e J. C. Caravelli)                                | Peabo Bryson                   |
| XLII    | 2001    | Argentinien                    | Ayer te vi                             | Víctor Heredia                                                                           | Ray Barrionuevo                |
| XLIII   | 2002    | Argentinien                    | Soy tu ángel                           | Ricardo Pald und Valeria Lynch                                                           | Óscar Patiño                   |
| XLIV    | 2003    | Spanien                        | Este amor es tuyo                      | Chema Purón                                                                              | Gisela                         |
| XLV     | 2004    | Chile                          | Tus ojos                               | Alexis Venegas                                                                           | Alexis Venegas                 |
| XLVI    | 2005    | Peru                           | Mi alma entre tus manos                | Jessica Sarango, Jorge Pardo und Andrés Landavere                                        | Jorge Pardo                    |
| XLVII   | 2006    | Costa Rica                     | Dilo de una vez                        | Humberto Vargas Valerio                                                                  | Humberto Vargas Valerio        |
| XLVIII  | 2007    | Spanien                        | Cuando quieras volver                  | Pedro Fernández y Valderrama Díaz                                                        | Materia Prima                  |
| XLIX    | 2008    | Italien                        | La guerra dei trent’anni               | Domenico Protino                                                                         | Domenico Protino               |
| L       | 2009    | Argentinien                    | Ayer te vi                             | Víctor Heredia                                                                           | Emiliano del Río               |
| LI      | 2010    | Italien                        | Volare (Nel blu dipinto di blu)        | Domenico Modugno und Franco Migliacci                                                    | Simona Galeandro               |
| LII     | 2011    | Kanada                         | Try Anything                           | Chris Burke-Gaffney, Christopher Ward und Sierra Noble                                   | Sierra Noble                   |
| LIII    | 2012    | Italien                        | Grazie a te                            | Bruno Rubino, Giuseppe di Tella und Denise Faro                                          | Denise Faro                    |
| LIV     | 2013    | Island                         | Because You Can                        | Jonas Gladnikoff, Christina Schilling, Camilla Gottschalck, Örlygur Smári und Hera Björk | Hera Björk                     |
| LV      | 2014    | Kanada                         | Hypnotized                             | Jeffery Straker                                                                          | Jeffery Straker                |
| LVI     | 2015    | Italien                        | Per fortuna                            | Franco Simone                                                                            | Michele Cortese                |
| LVII    | 2016    | Chile                          | Te quiero                              | Lucía Covarrubias                                                                        | Cristián und Lucía             |
| LVII    | 2017    | Spanien                        | Donde estabas tú                       | Salvador Beltrán                                                                         | Salvador Beltrán               |
| LIX     | 2018    | Chile                          | Cobarde                                | Gabriela Pulgar                                                                          | Gabriela Pulgar                |
| LX      | 2019    | Peru                           | Ya no más                              | Susan Ochoa                                                                              | Susan Ochoa                    |
| LXI     | 2020    | Chile                          | Chillán                                | Vicente Cifuentes                                                                        | Vicente Cifuentes              |
| LXII    | 2023    | Chile                          | Viento                                 | Yorka                                                                                    |                                |
| LXIII   | 2024    | Mexiko                         | El maestro                             | Adrián Navarro und Eddy Valenzuela                                                       | Eddy Valenzuela                |